# Amyna griseola
Amyna griseola là một loài bướm đêm trong họ Noctuidae.